# Estación Bayeux
La estación Bayeux es una de las estaciones del Sistema de Trenes Urbanos de João Pessoa, situada en Bayeux, entre la estación Várzea Nova y la estación Alto do Mateus.
Fue inaugurada en 1911 y atiende al municipio de Bayeux.

## Historia
Inaugurada en 1911 por la Great Western de Brasil, la estación se localiza en el centro de la ciudad, al lado de la Plaza 6 de Junho.
Los relatos cuentan que la estación fue reconstruida en 1944, en los moldes de las estaciones francesas, al mismo tiempo en que el distrito de Barreras pasó a llamarse Bayeux en homenaje a la ciudad homónima en Francia, sin embargo, la estructura actual de la estación no recuerda en nada los tiempos de glamour de otras épocas.